# Kim Jae-young
Kim Jae-young (김재영?, Gim Jae-yeongLR, Kim Chae-yŏngMR; 30 settembre 1988) è un attore e modello sudcoreano.
È noto per aver recitato in alcune serie televisive di successo, tra cui 100 Days My Prince (2018), My Secret Romance (2017) e Hello Monster (2015).

## Carriera
È membro dell'agenzia HB Entertainment e dell'agenzia di moda Esteem Models.
Ha sfilato e partecipato a diverse sessioni fotografiche per diverse riviste, quali BNT, Grazia insieme a Yura, Esquire, Dazed, W, Tom Genty's 2015 Spring/Summer insieme a Sooyoung, Caruso S/S 2015 Seoul Fashion Week, Jambangee insieme a Hani, tra le altre.
Nel 2014, è entrato nel cast ricorrente della serie Iron Man, dove ha interpretato Je-gil.
Nel 2015, si è unito al cast della serie Hello Monster, dove ha interpretato Min Seung-joo. Nello stesso anno, è apparso come ospite nel programma Happy Together insieme a Seo In-guk, Jang Na-ra, Choi Won-young e Lee Chun-hee.
Nel 2016, si è unito al cast secondario del film Derailed (conosciuto anche come No Way to Go), dove ha interpretato Sung-hoon. Lo stesso anno ha interpretato Go Gil-yong nella serie The Master of Revenge, con il giovane attore Ahn Won-jin nel ruolo di Gil-yong da bambino.
Nell'aprile del 2017, ha partecipato alla serie My Secret Romance nel ruolo dello scrittore Jung Hyun-tae, proprietario del café Mek & Book e migliore amico di Lee Yoo-mi (Song Ji-eun), di cui è segretamente innamorato, fino alla fine della serie nel maggio dello stesso anno. Sempre nel 2017, è apparso nella serie Black, che ha avuto come protagonisti Song Seung-heon, Go Ara, Kim Dong-jun e Lee El.
Dal 6 novembre 2018, ha fatto parte del cast principale della serie Dear My Room, dove ha interpretato Seo Min-seok, fino alla fine della serie il 22 gennaio 2019.
Il 18 settembre 2019, ha interpretato l'avvocato Yoon Seon-woo della serie Secret Boutique, fino alla fine della serie il 28 novembre dello stesso anno. Contemporaneamente, ha recitato della serie Sarang-eun beautiful insaeng-eun wonderful , dove ha interpretato Goo Jun-hwi, un uomo che non è interessato né al matrimonio né agli affari degli altri, fino alla fine della serie il 22 marzo 2020.
L'8 marzo 2022, è stato annunciato che stava prendendo in considerazione di unirsi al cast principale della serie Wolsugeumhwamokto. In essa interpreta il personaggio di Kang Hae-jin, figlio minore di una famiglia chaebol e star Hallyu, che assume una donna per fingere di essere sua moglie.

## Filmografia

### Cinema
- No Breathing (노브레싱?), regia di Jo Yong-sun (2013)
- Derailed (두 남자?), regia di Lee Seong-Tae (2016)
- Golden Slumber (골든 슬럼버?), regia di Noh Dong-seok (2018)
- Money (돈?), regia di Park Noo-ri (2019)

### Televisione
- Roller Coaster 2 (롤러코스터2?) – serie TV (2013)
- Iron Man (아이언맨?) – serie TV (2014)
- Hello Monster (너를 기억해?) – serie TV (2015)
- Yong-par-i (용팔이?) – serie TV (2015)
- Beautiology 101 (뷰티학개론?) – webserie (2016)
- The Master of Revenge (마스터-국수의 신?) – serie TV (2016)
- Entourage (안투라지?) – serie TV (2016)
- My Secret Romance (애타는 로맨스?) – serie TV (2017)
- Brain, Your Choice of Romance (뇌맘대로 로맨스?) – webserie (2017)
- Black (블랙?) – serie TV (2017)
- 100 Days My Prince (백일의 낭군님?) – serie TV (2018)
- Dear My Room (은주의 방?) – serie TV (2018)
- Secret Boutique (시크릿 부티크?) – serie TV (2019)
- Sarang-eun beautiful insaeng-eun wonderful  (사랑은 뷰티풀 인생은 원더풀?) – serie TV (2019)
- Reflection of You (너를 닮은 사람?) – serie TV (2021)
- Wolsugeumhwamokto (월수금화목토?) – serie TV (2022)
- Sometimes (썸타임즈: 헤어져서 팝니다?) – audio drama (2022)
- The Judge from Hell ( 지옥에서 온 판사) -serie tv (2024)

## Riconoscimenti
- KBS Drama Awards[21]
  - 2019 – Miglior Nuovo Attore per Sarang-eun beautiful insaeng-eun wonderful 
  - 2019 – Candidatura per la Miglior Coppia (con Seol In-ah) per Sarang-eun beautiful insaeng-eun wonderful 
  - 2019 – Candidatura al Premio dei Netizen per Sarang-eun beautiful insaeng-eun wonderful
- SBS Drama Awards[22]
  - 2019 – Candidatura per il Miglior Nuovo Attore per Secret Boutique